# 예수보다 낯선
"예수보다 낯선"은 2019년에 개봉한 대한민국의 영화이다.

## 캐스팅
- 조복래 : 예수 역
- 여균동 : 감독 역
- 심산 (특별출연)
- 송은지 (특별출연)
- 김용민 (특별출연)
- 이수인 (특별출연)
- 조창주 (특별출연)
- 양진억 (특별출연)
- 박창순 (특별출연)
- 윤대홍 (특별출연)
- 조백한 (특별출연)
- 이정모 (특별출연)
- 조태일 (특별출연)

## 같이 보기
- 2019년 대한민국의 영화 목록